# Ludwig Leitner
Ludwig Leitner, né le 24 février 1940 à Mittelberg en Autriche et décédé le 21 mars 2013 , est un skieur alpin austro-allemand.
Ludwig Leitner est originaire de Mittelberg, une commune autrichienne, située dans la vallée du Kleinwalsertal, accessible seulement par l'Allemagne.
Il courut pour l'Autriche en 1958 et 1959, puis il prit la nationalité allemande en 1960.
Il était un spécialiste du combiné.

## Palmarès

### Jeux olympiques d'hiver
| Épreuve / Édition    | Descente | Slalom géant | Slalom |
| JO 1960 Squaw Valley | 11e      | 18e          | 4e     |
| JO 1964 Innsbruck    | 5e       | 8e           | 5e     |
| JO 1968 Grenoble     | 12e      | 23e          | 12e    |

### Championnats du monde
| Épreuve / Édition         | Descente | Slalom géant | Slalom | Combiné |
| Mondiaux 1958 Bad Gastein | 14e      | 26e          | 9e     | 8e      |
| JO 1960 Squaw Valley      | 11e      | 18e          | 4e     | 5e      |
| Mondiaux 1962 Chamonix    | 16e      | 10e          | 5e     | Bronze  |
| JO 1964 Innsbruck         | 5e       | 8e           | 5e     | Or      |
| Mondiaux 1966 Portillo    | 16e      | 17e          | 5e     | Bronze  |
| JO 1968 Grenoble          | 12e      | 23e          | 12e    | 5e      |

### Coupe du monde

#### Différents classements en Coupe du monde
| Saison / Épreuve | Saison / Épreuve | Général | Général | Descente | Descente |
| ---------------- | ---------------- | ------- | ------- | -------- | -------- |
| Saison / Épreuve | Saison / Épreuve | Class.  | Points  | Class.   | Points   |
| 1968             | 1968             | 45e     | 4       | 18e      | 4        |

### Arlberg-Kandahar
- Vainqueur de la descente 1963 à Chamonix